# 가치 캅시다
《가치 캅시다》는 2021년에 개봉한 대한민국의 영화이다.

## 캐스팅
- 김기현: 추해진 역
- 박한이: 파멜라 역
- 강형석: 김의성 역
- 유경선: 한주 역
- 권잎새: 현아 역
- 지대한: 교수 역
- 손민석: 아빠 역
- 남지우: 메이슨 역
- 아우 티투 솔루키: 흑인 미군/웨스턴바 손님 역